# Джон Байърли
Джон Р. Байърли (на английски: John Beyrle) е американски дипломат от кариерата, специалист по Източна Европа. Той е посланик на САЩ в България (8 септември 2005 - 25 юни 2008) и Русия (3 юли 2008 - 10 януари 2012).

## Биография

### Младежки години
Байърли е роден на 11 февруари 1954 г. в Мъскигън, щата Мичиган. Баща му Джоузеф Байърли като войник през Втората световна война служи както в американската, така и в съветската армия.
Получава бакалавърска степен от Щатския университет Гранд Вали в Мичиган и магистърска степен от Националния военен колеж във Вашингтон. Учи руски език в Колежа на Мидълбъри във Върмонт.
След приключване на университетското си образование работи като говорещ руски гид на изложби в СССР по линията на обмен, организиран от Информационната агенция на САЩ.

### Дипломатическа кариера
Започва работа в Държавния департамент през 1983 г. Първият му пост е в Москва (1983-1985), последван от пост в Политическия отдел на Посолството на САЩ в България (1985-1987). Други постове зад граница са заместник-посланик в Москва от 2003 до 2005 г., съветник по политически и икономически въпроси в Посолството на САЩ в Прага, член на американската делегация за преговорите по въпросите на конвенционалните сили в Европа във Виена.
Вашингтонските му длъжности включват изпълняващ длъжността специален съветник за новите независими държави на държавния секретар; директор по Русия, Украйна и Източна Европа в Националния съвет за сигурност (1993-1995); помощник на държавните секретари Джордж Шулц и Джеймс Бейкър, съветник по външната политика на сенатор Пол Саймън.
По време на неговия мандат като посланик в София се подписва Споразумението за сътрудничество в областта на отбраната между България и САЩ, което позволява на американски военни да се обучават в български бази (вж. Българо-американски отношения). Под негов надзор приключва американската помощ за България от Американската агенция за чуждестранно развитие. Няколко пъти в публични речи призовава българското правителство да засили борбата с организираната престъпност и корупцията. През 2007 г. Байърли, заедно с посланичката на България в САЩ Елена Поптодорова, прави обиколка на американски градове, за да насърчи американския бизнес за повече инвестиции в България. През 2008 година е награден с орден „Стара планина“ „за изключително големите му заслуги за развитие на отношенията между Република България и Съединените американски щати и по повод окончателното му отпътуване от страната.“.
Следващото му назначение е като посланик на САЩ в Русия, където изпълнява длъжността от 3 юли 2008 до 10 януари 2012 г. Допринася за сключване на т.нар. Нов СТАРТ (2010, Прага) между САЩ и Русия – Договор за мерките по по-нататъшното съкращаване и ограничаване на стратегическите настъпателни оръжия. Остават все пак разногласия между страните – по Грузия, човешките права и др.

### В пенсия
Пенсионира се от Държавния департамент през юли 2012 г. с ранг „кариерен министър“ (career minister) – дипломатически еквивалент на генерал с 3 звезди. Работи за американско-руска фондация, както и като консултант по държавите от бившите социалистически страни.